# Basilika Maria Trost (Táriba)

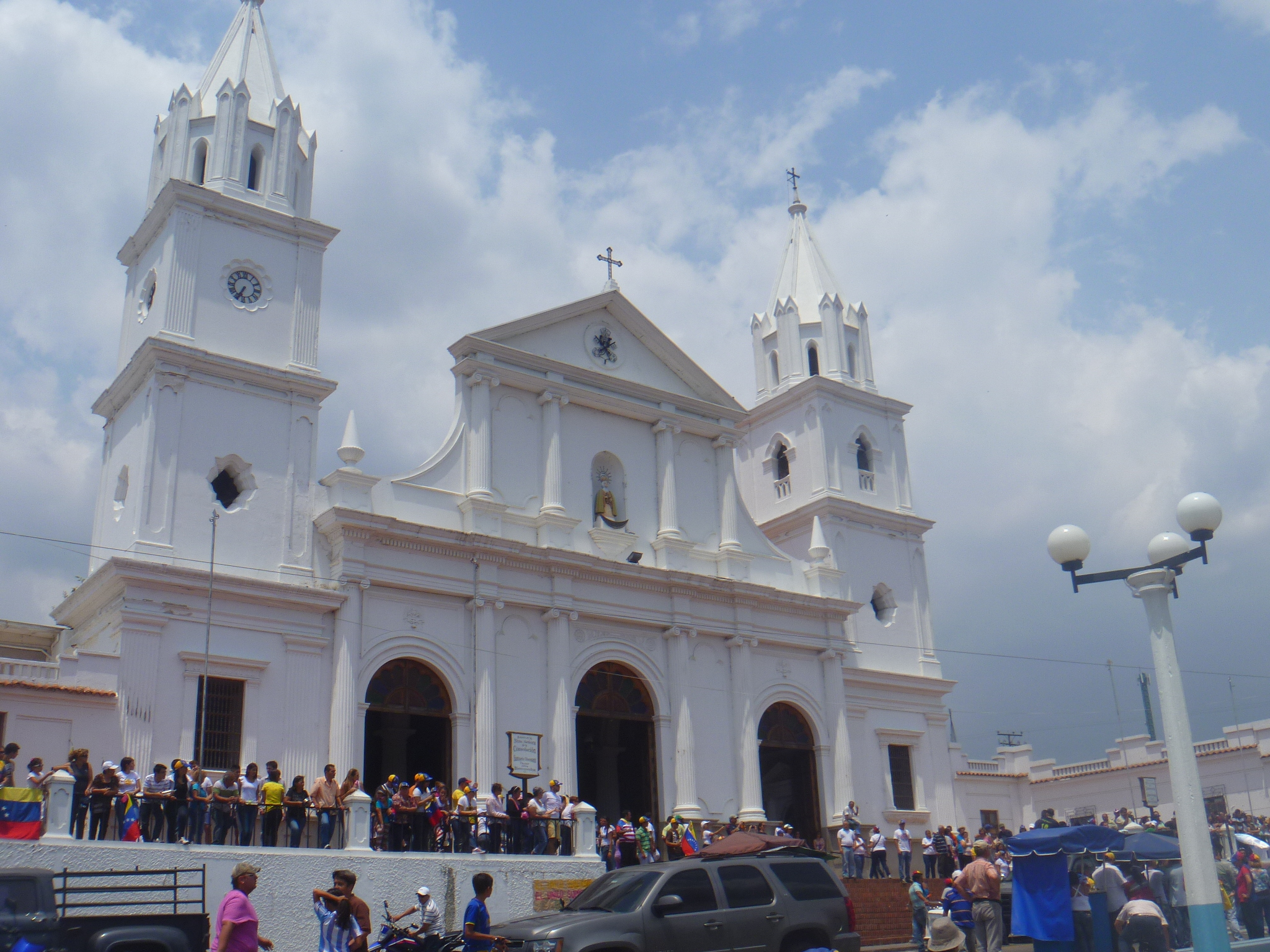
Fassade der Basilika

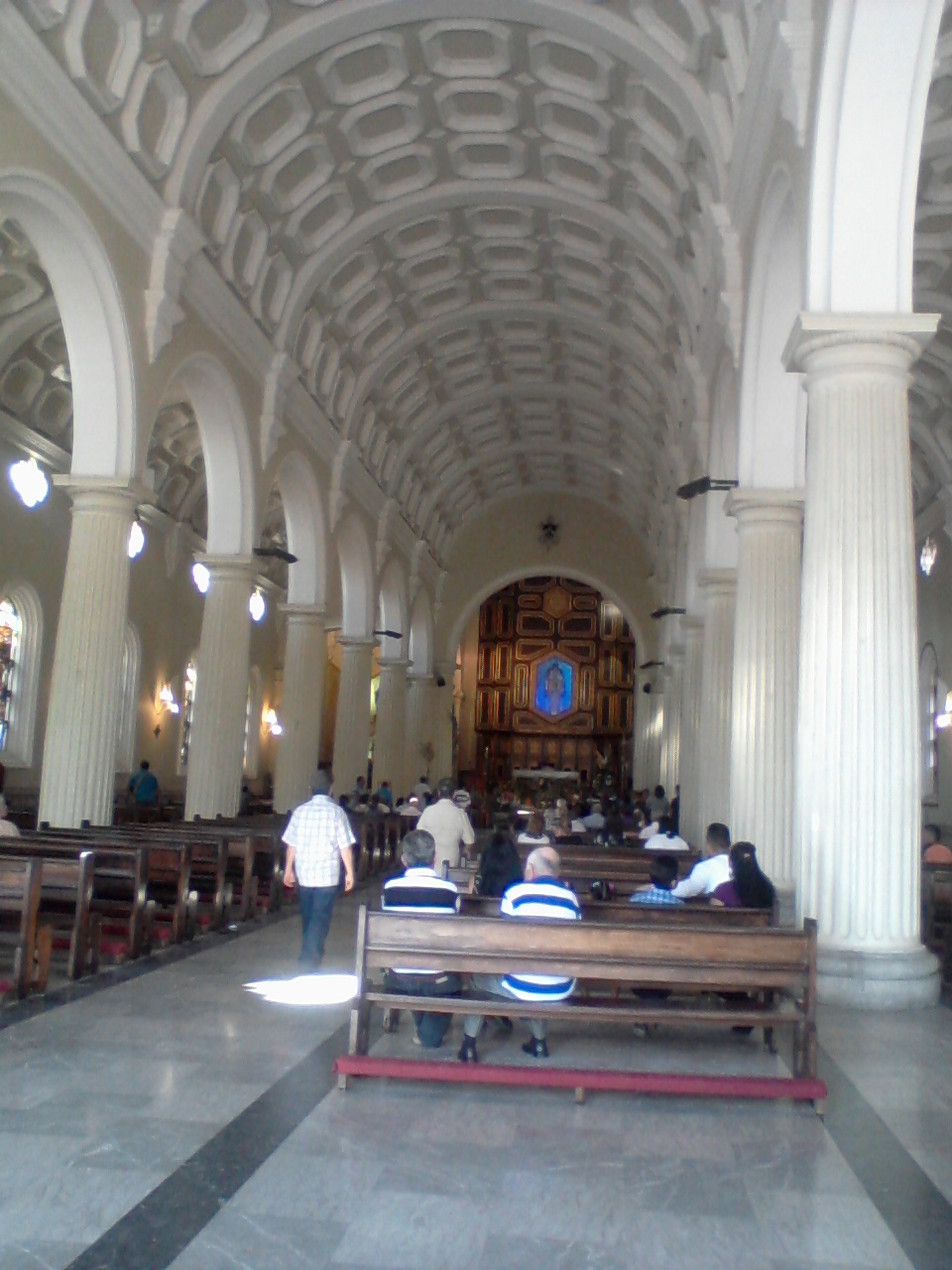
Hauptschiff

Die Basilika Unserer Lieben Frau vom Trost (spanisch Basílica de Nuestra Señora de la Consolación) ist eine römisch-katholische Kirche in Táriba im venezolanischen Bundesstaat Táchira. Die Kirche im Bistum San Cristóbal de Venezuela mit der Anrufung Trösterin der Betrübten trägt den Titel einer Basilica minor.

## Geschichte
Augustinermönche kamen 1560 vom nahen San Cristóbal und trugen ein Bildnis der Muttergottes des Trostes nach Táriba. 1600 wurde eine Einsiedelei zu ihrer Verehrung errichtet, die bis heute anhält. Aus der Einsiedelei entwickelte sich für die wachsende Gemeinschaft und zur Betreuung der Pilger ein Kloster. 1690 wurde mit dem Bau einer ersten Kirche begonnen.
Die heutige Kirche am Plaza Bolivar ist der Maria, Trösterin der Betrübten gewidmet, der Patronin des Staates Táchira. Papst Johannes XXIII. verlieh der Kirche 1959 den Titel einer Basilika minor. Die Basilika wurde letztmals in den 1960er Jahren umgebaut.

## Architektur
Die Fassade gliedert sich in drei Etagen. In der unteren werden die drei Eingangstüren von jeweils zwei Säulen eingerahmt. In der nächsten Etage tragen vier Säulen den darüber befindlichen, dreieckigen Giebel, in der Mitte steht eine Marienfigur. Die Fassade wird durch zwei vieretagige Glockentürme eingefasst.
Die Kirche ist eine dreischiffige Hallenkirche, deren breiteres Mittelschiff durch Reihen von Säulen von den Seitenschiffen abgeteilt ist. Die runden Säulen tragen jeweils die Tonnengewölbe. Die Seitenschiffe sind mit Reihen von Buntglasfenstern ausgestattet. Der Altarraum ist durch einen Triumphbogen vom Langhaus abgeteilt und wird durch eine Kuppel über ihm beleuchtet. Die Marienstatue Trösterin der Betrübten steht in einem modernen Retabel.